# Мешко Оксана Яківна
Оксана Яківна Мешко (30 січня 1905, Старі Санжари, нині село Полтавського району Полтавської області, Української РСР — 2 січня 1991, Київ, Україна) — українська громадська діячка, учасниця опозиційного руху в Україні в повоєнний період, фактична голова Української Гельсінської групи в період масових арештів з боку КДБ в кінці 1970-х років. Мати Олександра Сергієнка, сестра Катерини Мешко.

## Життєпис
Народилася 30 січня 1905 року в містечку Старі Санжари над Ворсклою на Полтавщині в малоземельній хліборобській родині давнього козацького коріння, що уникнула свого часу покріпачення.
У грудні 1920 року в Харкові на Холодній горі комуністи розстріляли батька Оксани, взятого ними в числі інших навесні в заручники за невиконання волостю продподатку. Невдовзі від руки місцевого «активіста» загинув 17-річний брат Євген, член «Просвіти».
У 1927 році вступила на хімічний факультет Інституту народної освіти в Дніпрі. Під час навчання вийшла заміж за викладача інституту Федора Сергієнка — колишнього члена Української комуністичної партії (боротьбистів). За час навчання декілька разів її виключали з інституту «за соцпоходження», але вона знову добивалась поновлення. У 1931 році закінчила інститут.
На початку 1935 року вдруге заарештовують чоловіка Федора (вперше в 1925 році як члена УКП (боротьбистів)). Як родичку «ворогів народу» в 1937 році Оксану Мешко звільняють «за скороченням» з хімічної лабораторії Інституту зернового господарства. Вона переїжджає зі старшим сином двоюрідного брата Євгена в Тамбов до чоловіка. Згодом привезла туди й меншого Олеся, де їх застала німецько-радянська війна. У травні 1944 року повертається до Дніпропетровська і застала там саму неньку Марію. Інвалідом повернувся з війни чоловік. Сім'я Мешко-Сергієнків переїхала до Києва.

### Перший арешт
19 лютого 1947 року Оксану Мешко заарештували в Києві на Львівській площі за звинуваченням у намірі разом із сестрою Вірою вчинити замах на першого секретаря ЦК КП(б)У Микиту Хрущова. Вирок — 10 років виправно-трудових таборів.
У 1947—1954 роках — ув'язнена радянських таборів в Ухті (Комі АРСР). У 1954 році комісована як недужа. Вийшла з-за колючого дроту на заслання. Була реабілітована. Паспорт отримала лише в 1956 році та змогла в червні того ж року повернутися до Києва. 11 липня 1956 року отримала реабілітаційне посвідчення.

### Дисидентська діяльність
22 травня 1972 року заарештована в справі сина — Олеся Сергієнка. Знову почалися обшуки, виклики в КДБ, допити.
Одна із членів-засновників Української гельсінської групи. У 1979 році членкині УГГ Оксана Мешко, Ніна Строката та Ірина Сеник оприлюднили документ «Ляментація» — про фабрикування кримінальних справ проти дисидентів, про численні факти «ескалації державного терору і наклепів проти учасників правозахисного руху в Україні».
З червня 1980 року два з половиною місяці була в камері з хворими на примусовому «обстеженні» в психіатричній лікарні ім. Павлова в Києві.

### Другий арешт

Будинок у Києві на Верболозній вулиці, де жила Оксана Мешко. Фото 2023 року

12 жовтня 1980 року — знову обшук. 14 жовтня — новий арешт, допити та повторна «судово-медична експертиза» в психіатричній лікарні. Звинувачена в антирадянській агітації та пропаганді. У січні 1981 року отримала вирок — півроку ув'язнення і п'ять років заслання. Етапована до містечка Аян (Хабаровський край) на березі Охотського моря. На той час Оксані Мешко було вже майже 76 років. Наприкінці 1985 року повертається з заслання, проживає в Києві на Куренівці (Верболозна вулиця, 16).

### Після звільнення

Могила Оксани Мешко, Байкове кладовище

Одна із провідників Української Гельсінської Спілки, створеної 7 липня 1988 року на основі Української Гельсінкської Групи, членкиня Координаційної Ради.
У червні 1990 року, насамперед зусиллями Оксани Мешко, було поновлено правозахисну діяльність — створено Український комітет «Гельсінкі-90».
Померла 2 січня 1991 року в 85-річному віці в Києві. Похована 5 січня на Байковому кладовищі в могилі матері (ділянка № 13, 50°25′4.76″ пн. ш. 30°30′24.54″ сх. д. / 50.4179889° пн. ш. 30.5068167° сх. д.). 1995 року на кошти, зібрані громадськістю, на могилі Оксани Мешко встановлені два козацькі хрести, які витесав із каменю Микола Малишко.

## Родина
- чоловік Сергієнко Федір — колишній член УКП (боротьбистів), політв'язень; викладач.
- син Євген (1930—1941) — загинув на початку війни під час німецького бомбардування.
- син Олександр (Олесь) (1932—2016) — громадський і політичний діяч, шістдесятник.
- сестра Катерина (1913—1991) — політична діячка, активістка ОУН.

## Вшанування пам'яті
20 травня 2016 року в Полтаві розпорядженням Голови обласної державної адміністрації вулиця Клари Цеткін була перейменована на вулицю Оксани Мешко.
23 березня 2023 року Київська міська рада перейменувала вулицю Тагільську на вулицю Оксани Мешко.

## Нагороди
- Орден «За мужність» I ст. (8 листопада 2006)[3] — за громадянську мужність, самовідданість у боротьбі за утвердження ідеалів свободи і демократії та з нагоди 30-ї річниці створення Української Громадської Групи сприяння виконанню Гельсінкських угод (посмертно).

## Творча спадщина
- Between death and life. By Oksana Meshko. Translated from Ukainian by George Moshinsky. N.Y.: Women's Association for the Defense of Four Freedoms for Ukraine, 1981, 176 p. [Архівовано 6 липня 2013 у Wayback Machine.] (англ.)
- Оксана Мешко. Між смертю і життям. — К.: НВП «Ява», 1991. — 90 стор.
- Оксана Мешко, Василь Скрипка. Свідчу. — К.: Українська республіканська партія, 1996. — 55 стор.